# 吉利服

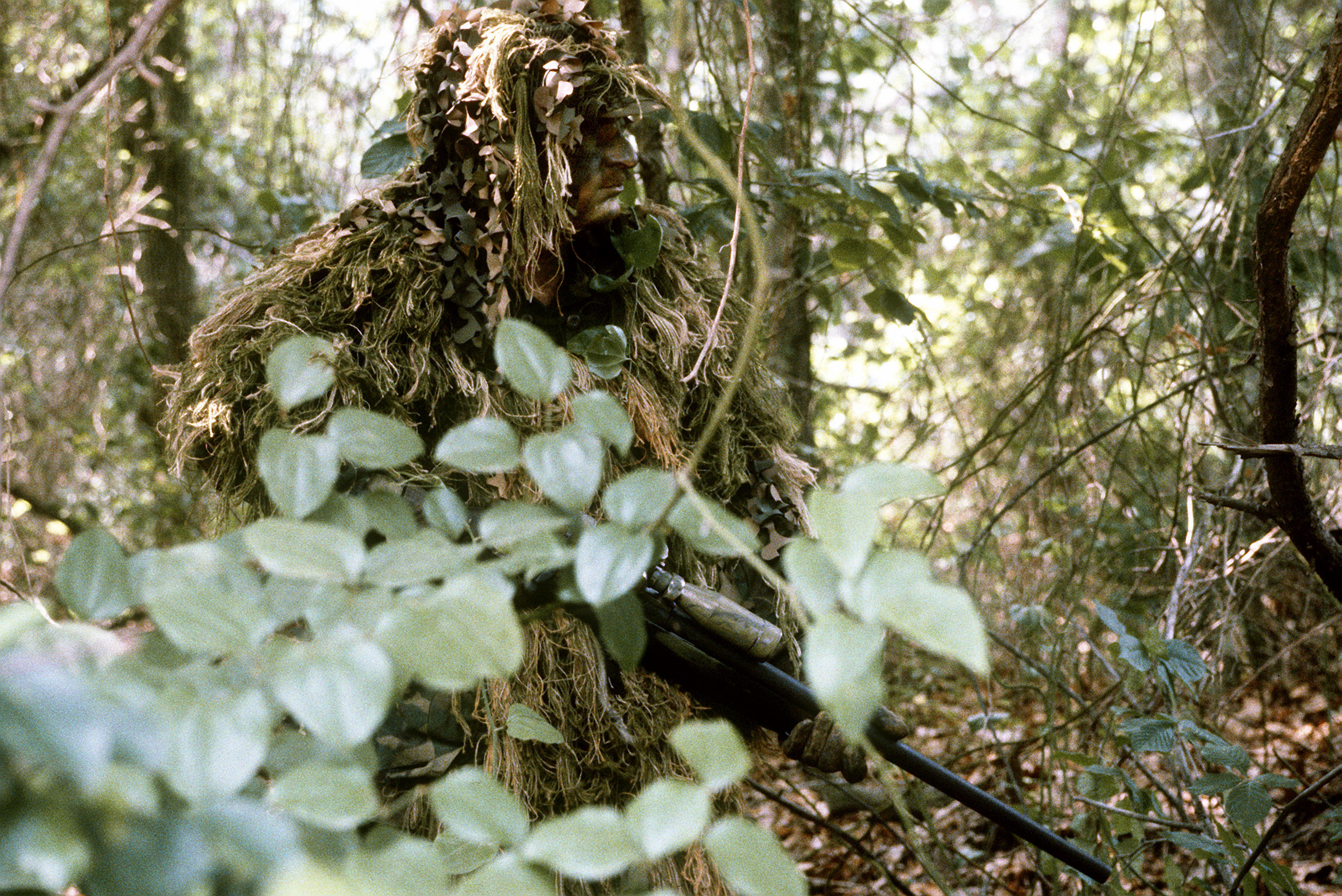
穿着吉利服的美國海軍陸戰隊員。

吉利服（英語：Ghillie suit）是一種偽裝服，外观类似于灌木叢。最典型的吉利服是用網或布制作的，表面缀滿葉子和小樹枝用来迷惑对手。一般来说在野外地区时，狙擊手和獵人會穿上吉利服來伪装自己不被發現。
「吉利」一詞在蘇格蘭蓋爾語當中的意思是「男孩」，而在英格蘭用語裡則特指專門輔助主人打獵或釣魚的佣人。值得一提的是，Ghillie dhu在蘇格蘭神話中指住在森林或山里，以樹葉、青苔和樹枝為衣服的精靈或守護者。

## 製作
通常高素質的吉利服是被商業化流程製造出来的，但在軍隊裡狙擊手们会親手制作自己獨特的吉利服。製造吉利服的材料必須隨地点的不同來配合变化，所以手工製作一件吉利服是極為耗時的，狙擊手们將會花上數百小時來製造一件既细腻又高素質的吉利服。
某些軍隊制作吉利服的方式是利用黃麻、粗麻布等麻繩材料將其繫上身上的外套。美國軍方所使用的方法是以最普通的士兵戰鬥服來改裝，同时飛行員的飛行服或工作服也可以改裝成吉利服。
在許多國家的军队基地裡都會使用一种以網制成的耐用物件以达到伪装的目的，例如染色了的粗麻布、被缝入布裡的捕鱼网绳（通常會使用黏劑來鞏固裝備）。也有先将黃麻綁上5至10個繩結，再拉着它在地上拖行直至粘滿泥土（或肥料）的方法。如此一来，吉利服的表面就會被樹枝、樹葉或其他泥土物料覆满以达到伪装的目的，但幾小時後可能会因为覆盖物枯萎干燥而逐渐失去效果。

## 缺点
儘管吉利服是非常有效的伪装手段，但在許多情況下並不方便使用。一是因为吉利服非常厚实、笨重，这使它即使在中等溫度下也可能会超过50摄氏度（華氏120度）。二是因为吉利服是易燃物，需要噴上阻燃劑才可以使用，因此穿戴者就很可能因为着火而暴露位置，在煙霧彈和白磷彈下亦會如此。

## 外部連結
- YouTube上的German Snipers - Der deutsche Scharfschütze 1944（德文）